# Первая Белая
Первая Белая — река в России, протекает по Саткинскому району Челябинской области. Устье реки находится в 23 км по правому берегу реки Большая Сатка. Длина реки составляет 13 км.

## Данные водного реестра
По данным государственного водного реестра России, относится к Камскому бассейновому округу, водохозяйственный участок реки — Ай от истока и до устья, речной подбассейн реки — Белая. Речной бассейн реки — Кама.
Код объекта в государственном водном реестре — 10010201012111100021931.